# Proyek Banpres
Proyek Banpres is een bestuurslaag in het regentschap Musi Rawas van de provincie Zuid-Sumatra, Indonesië. Proyek Banpres telt 2436 inwoners (volkstelling 2010).